# 개천선

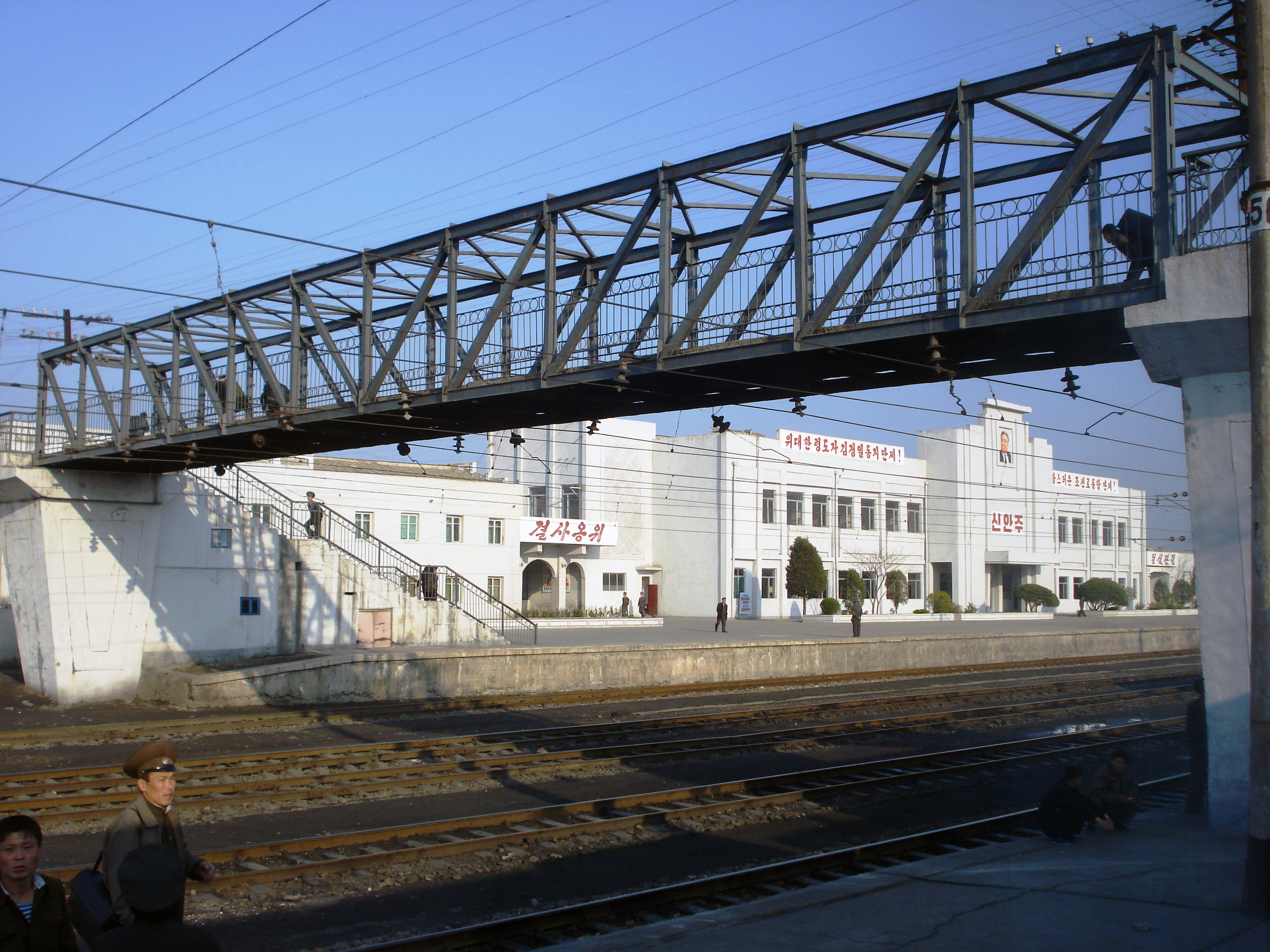

개천선(价川線)은 평안남도 안주와 평안남도 개천을 연결하는, 조선민주주의인민공화국의 철도노선이다. 평의선과 만포선을 연결한다.

## 노선 정보
- 구간과 거리 : 신안주청년역~개천역 29.5km
- 역 수 : 6개(양단역 포함)
- 궤간 : 1435mm(표준궤)
- 전철화 구간 : 전 구간(직류 3000V)
- 복선 구간 : 없음

## 연혁
- 1916년 5월 13일 : 신안주역(신안주청년역)~개천역 구간이 협궤로 개통됨[1]
- 1918년 12월 1일 : 개천역~천동역 구간 개통[2]
- 1932년 11월 1일 : 개천철도주식회사(价川鐵道株式會社) 소유인 본선을 조선총독부 철도에서 임차하여 운영함[3]
- 1933년 7월 15일 : 천동역~개천역 구간을 표준궤로 고치는 공사가 완료되고 이 구간은 만포선에 편입됨, 역간거리의 변동으로 운흥리역~개천역 구간의 거리가 8.6km에서 8.2km로 줄어들다[4]
- 1949년 : 표준궤로 개궤되었다
- 1979년 : 전구간 전철화[5]

## 역목록
- 신안주청년역(新安州靑年驛)
- 안주역(安州驛)
- 북송리역(北松里驛)
- 연풍역(延豊驛)
- 운흥리역(雲興里驛)
- 개천역 (价川驛)